# سبدک ژاپنی
سبدک ژاپنی (نام علمی: Corbicula japonica) نام یک گونه از سرده سبدک است.